# Calle 85 (estación)
La estación sencilla Calle 85 - Gato Dumas hace parte del sistema de transporte masivo de Bogotá llamado TransMilenio, el cual fue inaugurado en el año 2000.

## Ubicación
La estación está ubicada en el norte de la ciudad, más específicamente en la Autopista Norte entre calles 83 y 86A. Se accede a ella a través de un puente peatonal ubicado sobre la Av.Calle 85.
Atiende la demanda de los barrios Antiguo Country, Polo Club y sus alrededores.
En las cercanías están el Centro Médico Almirante Colón, la Clínica del Country, el supermercado Carulla Calle 85, el eje comercial y de oficinas de la calle 85, la Zona Rosa de Bogotá y la sede de Todelar Radio.

## Origen del nombre
La estación recibe su nombre de la vía por donde tiene acceso. La Calle 85 es un importante eje vial de la zona norte de la localidad de Chapinero. Sin embargo, en el marco del plan que tiene la empresa TransMilenio para buscar aliados comerciales, al nombre de la estación se le añadió el texto «Gato Dumas», una escuela culinaria ubicada al costado noroccidental de la estación.

## Historia
A comienzos del año 2001, después de ser inaugurado el Portal Usme, se puso en funcionamiento la troncal de la Autopista Norte incluyendo la estación Calle 85. Meses después fue inaugurado el Portal Norte.
En la madrugada del 27 de mayo de 2014, se registró los ataques contra esta estación. En esa ocasión fueron destruidas a punta de pistolas de balines las estaciones Calle 85, Virrey, Calle 100 - Marketmedios, Calle 142 y Calle 146, donde dejaron $ 40 millones de pesos en pérdidas.
Durante el Paro nacional de 2021, la estación sufrió diversos ataques que afectaron de forma considerable las puertas de vidrio y demás infraestructura de la estación, razón por la cual se encontró inoperativa.

## Servicios de la estación

### Servicios troncales
| Tipo                                                           | Rutas al Norte | Rutas al Sur |
| -------------------------------------------------------------- | -------------- | ------------ |
| Ruta fácil                                                     | 8              | 8            |
| Expresos todos los días todo el día                            | B10            | D10          |
| Expresos lunes a sábado todo el día                            | B11 B13 B23    | G11 H13 K23  |
| Expresos lunes a sábado hora pico de la mañana                 | B26            |              |
| Expresos lunes a sábado hora pico de la tarde                  |                | F26          |
| Expresos lunes a viernes hora pico de la mañana                | B50            |              |
| Expresos lunes a viernes hora pico de la tarde                 |                | C50          |
| Expresos lunes a viernes horas pico de la mañana y de la tarde | B27            | H27          |

### Esquema
| ← Norte   |           |          |         |         |
|           | B11B27B50 | Calle 85 | 8B13B23 | B10B26  |
| Vagón 4   | Vagón 3   | Puente   | Vagón 2 | Vagón 1 |
| C50D10H27 |           | Calle 85 | 8F26G11 | H13K23  |
| Sur →     |           |          |         |         |

### Servicios urbanos
Así mismo funcionan las siguientes rutas urbanas del SITP en los costados externos a la estación, circulando por los carriles de tráfico mixto sobre la Autopista Norte, con posibilidad de trasbordo usando la tarjeta TuLlave:
| Código | Sector              | Dirección            | Rutas          |
| ------ | ------------------- | -------------------- | -------------- |
| 074A00 | A Estación Calle 85 | Av. Calle 85 - KR 19 | 19-8           |
| 721A00 | A Estación Calle 85 | AutoNorte - CL 84    | A020           |
| 766A00 | A Estación Calle 85 | AutoNorte - CL 85    | B900 19-8 193B |

## Ubicación geográfica
| Noroeste: Barrios Unidos | Norte: B Virrey | Nordeste: Chapinero |
| Oeste: C San Martín      |                 | Este: Chapinero     |
| Suroeste: Barrios Unidos | Sur: B Héroes   | Sureste: Chapinero  |